# Habronychus kurosawai
Habronychus kurosawai es una especie de coleóptero de la familia Cantharidae.

## Distribución geográfica
Habita en Taiwán.